# 2-я гвардейская мотострелковая дивизия
2-я гвардейская мотострелковая Таманская ордена Октябрьской Революции, Краснознамённая, ордена Суворова дивизия имени М. И. Калинина (сокр. 2 мсд, в/ч 23626) — тактическое соединение Сухопутных войск Российской Федерации. Подразделения дивизии дислоцируются в посёлке Калининец Наро-Фоминского района Московской области.
Соединение входит в состав 1-й гвардейской танковой армии.

## История
8 июля 1940 года согласно Директиве Народного Комиссара обороны СССР в городе Харькове была сформирована 127-я стрелковая дивизия.

### Великая Отечественная война
Первое боевое крещение дивизия приняла в Смоленском сражении в июле 1941 года. А уже 18 сентября за массовый героизм, мужество личного состава, высокое воинское мастерство, проявленные в ходе кровопролитных боёв Смоленского сражения, приказом Народного Комиссара обороны СССР 127-й стрелковой дивизии было присвоено почетное звание «Гвардейская» и она стала 2-й гвардейской стрелковой дивизией.
В дальнейшем 2-я гвардейская стрелковая дивизия воевала в составе войск Западного, Резервного, Брянского, Юго-Западного, Южного, Северо-Кавказского, Закавказского, 1-го Прибалтийского, 3-го Белорусского фронтов и Отдельной Приморской армии, в Орловско-Брянской оборонительной операции, оборонительных боях под Курском и Тимом 1941 года, битве за Кавказ, Новороссийско-Таманской, Керченско-Эльтигенской десантной, Крымской, Белорусской, Прибалтийской и Восточно-Прусской операциях. Боевой путь 2-я гвардейская Таманская стрелковая дивизия завершила 17 апреля 1945 года на Земландском полуострове.
За мужество и героизм в годы войны 34 воина-таманца удостоены звания Героя Советского Союза, 5 стали полными кавалерами ордена Славы, более 19 тысяч награждены орденами и медалями. Дивизия 11 раз удостаивалась благодарностей Верховного Главнокомандующего, была награждена орденом Суворова II степени и орденом Красного Знамени. А за отличные боевые действия при освобождении Таманского полуострова 9 октября 1943 г. соединению присвоено почётное наименование «Таманская».

### Послевоенное время
В сентябре 1945 года дивизия была передислоцирована из Восточной Пруссии в Московский военный округ, в посёлок Алабино Наро-Фоминского района.
В 1947 году в состав дивизии вошли 290-й танкосамоходный полк и 85-й гвардейский гаубичный артиллерийский Симферопольский Краснознамённый орденов Суворова, Кутузова и Александра Невского полк.
Директивой Генштаба ВС СССР № орг/2/576378 от 29 декабря 1953 года 2-я гвардейская стрелковая дивизия была переформирована в 23-ю гвардейскую механизированную дивизию (в/ч 23626) 1-го гвардейского стрелкового корпуса. 1-й, 6-й и 15-й гвардейские стрелковые полки были переформированы — соответственно в 73-й, 75-й и 130-й гвардейские механизированные полки. 290-й танко-самоходный полк был переформирован в 290-й танковый полк, так же в состав дивизии был включён 166-й тяжёлый танко-самоходный полк.
26 декабря 1955 года согласно директиве Главнокомандующего Сухопутными войсками от 15 декабря 1955 года № ОШ/2/1368061 и директиве Командующего войсками МВО от 19 декабря 1955 года № орг/002525 23-я гвардейская механизированная дивизия перешла на временные штаты военного времени, в результате этого 85-й гвардейский гаубичный артиллерийский полк был переформирован в 85-й гвардейский артиллерийский полк, а 21-й гвардейский артиллерийский был расформирован.
5 июня 1957 года 23-я гвардейская механизированная дивизия была преобразована в 23-ю гвардейскую мотострелковую дивизию. 73-й, 75-й и 130-й гвардейские механизированные полки были переформированы — соответственно в 73-й, 404-й и 406-й гвардейские мотострелковые полки, при этом 290-й танковый полк сохранил свою нумерацию, а 166-й тяжёлый танко-самоходный полк был расформирован. Так же сменил свою нумерацию гвардейский артиллерийский полк с 85-го на 147-й.
Согласно приказу министра обороны СССР № 00147 от 17 ноября 1964 года в целях сохранения боевых традиций 23-я гвардейская мотострелковая дивизия была переименована во 2-ю гвардейскую мотострелковую дивизию.
В июне 1983 года из состава дивизии был выведен 404-й гвардейский мотострелковый полк, на базе которого была сформирована 27-я гвардейская отдельная мотострелковая бригада. В ноябре 1985 года взамен 404-го гвардейского мотострелкового полка, в состав дивизии был включён вновь сформированный 236-й мотострелковый полк.
Указом Президиума ВС СССР от 22 февраля 1968 года 406-й гвардейский мотострелковый полк был награждён орденом Ленина.
В мае 1990 года 73-му и 406-му гвардейским мотострелковым полкам были возвращёны номера времён Великой Отечественной войны — соответственно 1-й и 15-й гвардейские мотострелковые полки, с сохранением почётных наименований.
Отдельные подразделения и военнослужащие дивизии участвовали в событиях августа 1991 года и октября 1993 года.
В январе 1992 года на базе расформированного 290-го танкового полка, в составе 2-й гвардейской мотострелковой дивизии был заново сформирован 1-й гвардейский танковый Чертковский дважды ордена Ленина Краснознамённый, орденов Суворова, Кутузова и Богдана Хмельницкого полк имени маршала бронетанковых войск М. Е. Катукова. Знамя и формуляр расформированного при выводе войск из Германии 1-го гвардейского танкового полка (в/ч 32501), были переданы в Таманскую дивизию.
Так же в 1992 году в состав дивизии вошёл выведенный с территории Германии 283-й гвардейский мотострелковый Берлинский Краснознамённый, ордена Богдана Хмельницкого полк.
В 1994 году Федеральная служба контрразведки вербовала военнослужащих дивизии для участия в боевых действиях в Чечне на стороне Временного совета, военнослужащие приняли участие в закончившемся провалом ноябрьском штурме Грозного.
В 1999 году части дивизии участвовали в контртеррористической операции в Чеченской республике в составе Объединённой группировки федеральных сил на Северном Кавказе.
Военнослужащие дивизии ежегодно участвовали в военных парадах на Красной площади. В 1985 году, 73-й мотострелковый полк и танковый полк участвовали в параде в честь 40-летия Победы 9 мая. Части дивизии также участвовали в параде в честь 50-летия Победы 9 мая 1995 года. В 2008 году, после 13-летнего перерыва, части дивизии участвовали в параде 9 мая.
В ходе военной реформы 2008—2009 гг. 15 мая 2009 года 2-я гвардейская мотострелковая дивизия была переформирована в 5-ю отдельную гвардейскую мотострелковую бригаду Московского военного округа с местом дислокации штаба в посёлке Калининец Московской области. Бригада унаследовала Боевое знамя, исторический формуляр, награды и все знаки отличия 2-й гвардейской мотострелковой дивизии.
4 мая 2013 года решением министра обороны Российской Федерации Сергея Шойгу на базе этой бригады и других воинских частей, дислоцированных в Подмосковье, была воссоздана 2-я гвардейская мотострелковая Таманская ордена Октябрьской Революции Краснознамённая ордена Суворова дивизия.
По утверждению военного аналитика Игоря Сутягина 15 февраля 2015 года, через два дня после подписания второй части Минского протокола о перемирии в вооружённом конфликте на востоке Украины, части дивизии были замечены в боях около Мариуполя, где они сменили 138-ю отдельную гвардейскую мотострелковую бригаду, понёсшую тяжёлые потери на протяжении предшествовавших трёх недель. Министерство обороны Российской Федерации отвергает информацию об участии российских войск в конфликте в Донбассе.
В начале 2016 года дивизия вошла в состав вновь сформированной 1-й гвардейской танковой армии. 21 декабря 2016 года завершено формирование 1-го гвардейского танкового Чертковского дважды ордена Ленина, Краснознамённого, орденов Суворова, Кутузова и Богдана Хмельницкого полка имени маршала бронетанковых войск М. Е. Катукова.
После восстановления дивизии её парадные расчёты приняли участие в военном параде на Красной площади посвящённых годовщине Дня Победы в 2013 году под историческим наименованием. В последующем дивизия принимала участие в парадах 2015, 2016, 2017, 2018, 2019 и 2020 года.
На территории дивизии в 2019 был установлен бюст Председателя Президиума Верховного совета СССР Михаила Ивановича Калинина. Торжественная церемония открытия состоялась в очередную годовщину формирования соединения.
С 2022 года дивизия принимает участие во вторжении на Украину. 1-й танковый полк в феврале — марте 2022 вёл наступление в районе Чернигова.

## Состав
- 1-й гвардейский мотострелковый Севастопольский Краснознамённый, ордена Александра Невского полк имени 60-летия СССР, в/ч 61896 (Калининец);
- 15-й гвардейский мотострелковый Шавлинский ордена Ленина Краснознамённый полк[~ 2], в/ч 37541 (Калининец);
- 236-й мотострелковый полк, в/ч 82178 (Калининец);
- 290-й танковый полк, в/ч 61616 (Калининец);
- 147-й гвардейский самоходный артиллерийский Симферопольский Краснознамённый, орденов Суворова, Кутузова и Александра Невского полк, в/ч 34465 (Кобяково);
- 1117-й зенитный ракетный полк, в/ч 71847 (Куркино);
- 359-й отдельный ракетный дивизион, в/ч 86642 (Кобяково);
- 1174-й отдельный противотанковый артиллерийский дивизион, в/ч 51530 (Калининец);
- 136-й отдельный гвардейский разведывательный батальон, в/ч 33755 (Калининец);
- 614-й отдельный батальон химзащиты, в/ч 11149 (Калининец);
- 47-й отдельный гвардейский батальон связи, в/ч 48487(Калининец);
- 211-й отдельный гвардейский инженерно-сапёрный батальон, в/ч 33053 (Калининец);
- 1063-й отдельный батальон материально-технического обеспечения, в/ч 33756 (Калининец);
- 190-й отдельный ремонтно-восстановительный батальон, в/ч 64041 (Калининец);
- 370-й отдельный медико-санитарный батальон, в/ч 69630 (Калининец).

- управление
- 1-й гвардейский мотострелковый Севастопольский Краснознамённый, ордена Александра Невского полк;
- 15-й гвардейский мотострелковый Шавлинский ордена Ленина Краснознамённый полк;
- 283-й гвардейский мотострелковый Берлинский Краснознамённый, ордена Богдана Хмельницкого полк;
- 1-й гвардейский танковый Чертковский дважды ордена Ленина Краснознамённый, орденов Суворова, Кутузова и Богдана Хмельницкого полк имени маршала бронетанковых войск М. Е. Катукова;
- 147-й гвардейский самоходный артиллерийский Симферопольский Краснознамённый, орденов Суворова, Кутузова и Александра Невского полк;
- 1117-й зенитный ракетный полк;
- 1174-й отдельный противотанковый артиллерийский дивизион;
- 136-й отдельный гвардейский разведывательный батальон;
- 1586-й отдельный батальон радиоэлектронной борьбы;
- 211-й отдельный гвардейский инженерно-сапёрный батальон, в/ч 33053;
- 614-й отдельный батальон радиационной, химической и биологической защиты;
- 47-й отдельный гвардейский батальон связи;
- 886-я станция ФПС;
- 190-й отдельный ремонтно-восстановительный батальон;
- 1063-й отдельный батальон материально-технического обеспечения;
- 370-й отдельный медицинский батальон[22]

- управление
- 1-й гвардейский мотострелковый Севастопольский Краснознамённый ордена Александра Невского полк, в/ч 31135 (п. Калининец);
- 15-й гвардейский мотострелковый Шавлинский ордена Ленина Краснознамённый полк, в/ч 31134 (п. Калининец);
- 1-й гвардейский танковый Чертковский дважды ордена Ленина Краснознамённый, орденов Суворова, Кутузова и Богдана Хмельницкого полк имени маршала бронетанковых войск М. Е. Катукова, в/ч 58198 (п. Калининец);
- 147-й гвардейский самоходный артиллерийский Симферопольский Краснознамённый орденов Суворова, Кутузова и Александра Невского полк, в/ч 73966 (п. Калининец);
- 1117-й зенитный ракетный полк, в/ч 51382 (п. Калининец) (на ЗРК 9К33М3 «Оса-АКМ»);
- 1174-й отдельный противотанковый артиллерийский дивизион, в/ч 51381 (п. Калининец);
- 136-й отдельный гвардейский разведывательный батальон, в/ч 51387 (п. Калининец);
- 211-й отдельный гвардейский инженерно-сапёрный батальон, в/ч 77707 (п. Калининец);
- 47-й отдельный гвардейский батальон связи, в/ч 56139 (п. Калининец);
- 1063-й отдельный батальон материального обеспечения, в/ч 56166 (п. Калининец);
- 370-й отдельный медицинский батальон, в/ч 57062 (п. Калининец);
- Отдельная рота БЛА (п. Калининец);
- Отдельная рота РЭБ (п. Калининец);
- Отдельная рота РХБ защиты (п. Калининец);
- Отдельная эвакуационная рота (п. Калининец).

## Полигоны
Учебным процессом воины дивизии занимаются на полигонах в Алабино и Головеньках.
На вододроме полигона «Головеньки» военнослужащие преодолевают водную преграду протяжённостью свыше 200 м и глубиной до 5 м. После переправы танковые и мотострелковые подразделения отрабатывают наступательный бой по овладению плацдармом. Ремонтные подразделения выполняют эвакуацию и восстановление условно затонувшей бронетехники.
На полигоне в Алабино проходят ежегодные игры «Танковый биатлон», входящие в Армейские международные игры. В обычные дни алабинского полигона экипажи танков учатся вести разведку целей, совершенствуют навыки вождения боевой машины по труднопроходимой местности, а также выполняют учебные упражнения. Тактические группы мотострелковой дивизии совершают марши из пунктов постоянной дислокации на полигон Алабино. В назначенном районе личный состав оборудует позиции, организует охрану, систему материально-технического обеспечения подразделений и выполняет учебно-боевые задачи, поставленные командованием. Военнослужащие выполняют упражнения учебных стрельб из 125-мм танковых пушек, а также из зенитных и танковых пулемётов по мишеням, имитирующим бронетехнику, живую силу и огневые средства условного противника. Кроме того, на занятиях по вождению экипажи приобретают навыки преодоления препятствий и погрузки техники на железнодорожные платформы. На полигоне отрабатываются встречные бои с авангардом условного противника, захват инициативы и окружения основной группировки. В качестве условного противника действует подразделение дивизии, имеющее аналогичную задачу. Особое внимание при проведении учений уделяется применению опыта ведения боевых действий в вооружённых конфликтах последнего времени, а также взаимодействию артиллерийских подразделений с разведчиками, оснащёнными комплексами разведки, связи и управления «Стрелец» и беспилотными летательными аппаратами «Орлан-10».

## Командиры
2 гв. мсд на полигоне Алабино 8 февраля 2020 года
Командиры 23-й гвардейской механизированной дивизии
- Бочков, Фёдор Фёдорович, гвардии генерал-майор — (1953 — 6.01.1954);
- Белик, Пётр Алексеевич, гвардии генерал-майор — (6.01.1954 — 9.06.1956);
- Банкузов, Анатолий Иванович, гвардии генерал-майор — (14.06.1956 — 5.05.1957);

Командиры 23-й гвардейской мотострелковой дивизии
- Банкузов, Анатолий Иванович, гвардии генерал-майор — (5.05.1957 — 12.08.1958);
- Ивлиев, Иван Дмитриевич, гвардии генерал-майор танковых войск — (12.08.1958 — 12.05.1962)
- Волошин, Иван Макарович, гвардии генерал-майор — (12.05.1962 — 6.02.1965);

Командиры 2-й гвардейской мотострелковой дивизии
- Волошин, Иван Макарович, гвардии генерал-майор — (6.02.1965 — июль 1965);
- Тенищев, Иван Иванович, гвардии генерал-майор — (24.08.1965 — 12.05.1968);
- Комаров, Николай Фёдорович, гвардии генерал-майор — (12.05.1968 — 1969);
- Кузнецов, Леонид Иванович, гвардии генерал-майор — (1969 — 22.11.1971);
- Хворостьянов, Юрий Александрович, гвардии генерал-майор — (22.11.1971—1977)[~ 3];
- Лобачёв, Геннадий Алексеевич, гвардии генерал-майор — (1977—1979)[~ 4];
- Полковницын, Владислав Сергеевич, гвардии генерал-майор — (1979—1982)[~ 5];
- Золотов, Леонид Сергеевич, гвардии генерал-майор — (1982—1985);
- Марьин, Александр Сергеевич, гвардии генерал-майор — (1985—1988)[30]
- Марченков, Валерий Иванович, гвардии генерал-майор — (1988—1992);
- Евневич, Валерий Геннадьевич, гвардии генерал-майор — (1992—1995);
- Борисов, Вячеслав Николаевич, гвардии генерал-майор — (1995—1996);
- Лазебин, Евгений Павлович, гвардии генерал-майор — (1996—1998);
- Локтионов, Григорий Алексеевич, гвардии полковник — (1998—2000)[~ 6];
- Студеникин, Александр Игоревич, гвардии генерал-майор — (2000—2001);
- Глущенко, Андрей Иванович, гвардии полковник, (с 2002 г. гвардии генерал-майор) — (10.2001 — 11.2007);
- Чайко, Александр Юрьевич, гвардии полковник — (11.2007 — 05.2009);
- Сычевой, Андрей Иванович, гвардии генерал-майор — (05.2013 — 2014)[31];
- Санчик, Александр Семёнович, гвардии генерал-майор — (2014—2015)[32];
- Пятаев, Андрей Юрьевич, гвардии полковник — (09.2015 — 01.2018)[33];
- Никитин Евгений Валентинович, гвардии генерал-майор — (01.2018 — 07.2020)[34][35].
- Медведев Сергей Викторович, гвардии полковник — (07.2020 — н.в.)[36]

## Награждённые званием Героя Российской Федерации
- гвардии подполковник Межуев, Денис Валериевич, Командир 1-го гвардейского мотострелкового Севастопольского Краснознамённого полка, 2022 год, (посмертно).
- гвардии майор Ананичев, Александр Михайлович, Командир батальона  1-го гвардейского мотострелкового Севастопольского Краснознамённого полка, 2022 год, (посмертно).

## Награды и почётные наименования
Осенью 1941 года за массовый героизм, мужество личного состава, высокое воинское мастерство, проявленные в ходе кровопролитных боёв Смоленского сражения, по решению Ставки ВГК приказом Наркома Обороны Союза ССР от 18 сентября 1941 года № 308 127-й стрелковой дивизии было присвоено почётное звание «Гвардейская» и она была переименована во 2-ю гвардейскую стрелковую дивизию. 28 января 1942 года в кинотеатре города Старый Оскол член Военного Совета 40-й армии от имени Президиума Верховного Совета СССР вручил дивизии Гвардейское Знамя.
За образцовое выполнение боевых заданий командования при освобождении Северного Кавказа и Кубани Указом Президиума Верховного Совета СССР от 19 июня 1943 года 2-я гвардейская стрелковая дивизия награждена орденом Красного Знамени.
За успешные боевые действия при прорыве «Голубой линии» противника и освобождение от гитлеровских захватчиков Таманского полуострова Приказом Верховного Главнокомандующего Вооружённых Сил Союза ССР № 31 от 9 октября 1943 года всему личному составу была объявлена благодарность, а 2-й гвардейской Краснознамённой стрелковой дивизии было присвоено почётное наименование «Таманская».
За проявленный героизм и боевую доблесть воинов-таманцев в борьбе с гитлеровскими захватчиками в боях при освобождении Крыма и города русской морской славы — Севастополя Указом Президиума Верховного Совета СССР от 24 мая 1944 года 2-я гвардейская Таманская Краснознамённая стрелковая дивизия была награждена орденом Суворова II степени.
В соответствии с постановлением Совета Министров СССР от 2 июля 1946 года «Об увековечении памяти М. И. Калинина» дивизии присвоено имя выдающегося деятеля Коммунистической партии и Советского государства Михаила Ивановича Калинина.
За заслуги в защите Советской Родины, высокие результаты в боевой и политической подготовке дивизия награждена Ленинской юбилейной Почётной грамотой (1970 год), Юбилейным почётным знаком ЦК КПСС, Президиума Верховного Совета СССР и Совета Министров СССР (1972 год), а также Вымпелом министра обороны СССР за мужество и воинскую доблесть (1977 год).
26 апреля 1985 года за успехи в боевой и политической подготовке и в связи с 40-летием Великой Победы дивизия награждена орденом Октябрьской Революции.